# Centro Nacional de Salud Complementaria e Integral
El Centro Nacional de Salud Complementaria e Integral (NCCIH, por sus siglas en inglés), anteriormente llamado Centro Nacional de Medicina Complementaria y Alternativa (National Center for Complementary and Alternative Medicine, NCCAM) es un organismo del gobierno federal de los Estados Unidos, dependiente de los National Institutes of Health (NIH), creado para promover la evaluación científica de la seguridad y utilidad de las diversas prácticas encerradas en los conceptos de medicina complementaria y alternativa. 

## Misión
La misión del NCCAM es triple:
- Explorar las prácticas clasificadas como medicina complementaria y alternativa con métodos científicos rigurosos.
- Capacitar a los investigadores en estos campos.
- Informar al público en general y a los profesionales sanitarios sobre los resultados de esos estudios.

El Centro de Información del NCCAM suministra información sobre medicina complementaria y alternativa y sobre el propio NCCAM. Sus servicios incluyen la difusión de hojas informativas y otras publicaciones, y facilita el acceso a las bases de datos federales sobre bibliografía médica y científica.  Para la investigación su web ofrece CAM sobre PubMed, un subconjunto de la base bibliográfica pública PubMed,  de la Biblioteca Nacional de Medicina (National Library of Medicine). Como auxilio para la divulgación y para el público general cuenta con la Combined Health información Database,  una herramienta de referencia para la búsqueda de materiales educativos accesibles a los usuarios (pacientes).
El NCCAM desarrolla así sus fines:
- Investigación. El NCCAM ofrece becas de investigación (grants) tanto para la investigación clínica como para la investigación básica dentro y fuera de Estados Unidos; también realiza investigaciones dentro de la propia institución, en el campus del NIH en Bethesda, Maryland. La selección de los proyectos a financiar se hace  a través de revisión por pares, escuchando también a los practicantes de medicina alternativa y al público general. El NCCAM atiende también recomendaciones del National Advesory Council for Complementary y Alternative Medicine y del Transagency CAM Coordinating Committee.

- Capacitación. Por medio de becas de estudios, pre y posdoctorales.
- Divulgación. Por medio de publicaciones, organización de conferencias y servicios de consultas.
- Integración. Es tarea del NCCAM promover la integración en la práctica y en la educación médicas de aquellas terapias de las que la investigación llegara a revelar la seguridad, eficacia y economía.

El Centro de Información del NCCAM no atiende las demandas de consejos médicos, recomendaciones de tratamiento o recomendación de profesionales

## Críticas
El NCCAM ha sido criticado por la financiación de un ensayo de gemcitabina con el régimen González para las etapas II a IV del cáncer pancreático, en la creencia de que el cáncer es causado por una deficiencia de enzimas proteolíticas pancreáticas. El régimen de González está vinculado a graves efectos adversos y no existe evidencias en revistas revisadas por pares que apoye la plausibilidad o la eficacia del régimen o la terapia de quelación. Un informe de 2009 encontró que los pacientes que habían recibido el tratamiento tuvieron una peor calidad de vida y murieron más rápido que sus homólogos tratados convencionalmente.
También se ha criticado por financiar un estudio de terapia de quelación EDTA para la enfermedad coronaria con 2300 pacientes, aunque con una muestra pequeña, los ensayos controlados descubrieron su inefectividad. Otros estudios financiados por NCCAM incluyen los beneficios de la oración a distancia para el sida, los efectos, los aceites esenciales de limón y lavanda para la curación de heridas, "quelación energética" y "estrés de ratas por ruido blanco".
Un foro de políticas en Science concluyó "Creemos que las propuestas fundadas por NCCAM son de dudoso mérito; su agenda de investigación están determinadas más por política que por ciencia; y que está estructurada por su acta constitutiva de una manera que excluye la revisión independiente de su desempeño". Los autores indicaron que, pese a que es apropiado estudiar terapias alternativas, la calidad de su investigación es menor que otros institutos NIH y que estos estudios podrían ser realizados bajo el auspicio de otras instituciones dentro del NIH.
Un estudio de 2012 publicado en Skeptical Inquirer examinó las becas y premios financiados por la NCCAM entre 2000 y 2011, lo que totalizó $1300 MDD. El estudio no encontró ningún descubrimiento en medicina complementaria y alternativa que justificase la existencia del centro. Los autores argumentaron que, después de 20 años y un presupuesto de $20 000 MDD, el fracaso de NCCAM es evidente por la falta de publicaciones y el fracaso de publicar ensayos clínicos en revistas médicas con revisión por pares. Recomendaron que la NCCAM sea desfinanciada o abolida y que el concepto de financiar medicina alternativa se abandone.